# Perur (Tamil Nadu)
Perur es una ciudad y nagar Panchayat situada en el distrito de Coimbatore en el estado de Tamil Nadu (India). Su población es de 8004 habitantes (2011). Se encuentra a 6 km de Coimbatore.

## Demografía
Según el censo de 2011 la población de Perur era de 8004 habitantes, de los cuales 4010 eran hombres y 3994 eran mujeres. Perur tiene una tasa media de alfabetización del 84%, superior a la media estatal del 80,09%: la alfabetización masculina es del 88,73%, y la alfabetización femenina del 79,25%.